# XPUD
xPUD (dawniej PUD GNU/Linux) – jedna z dystrybucji Linuksa typu Live CD.

## Charakterystyka
Jest to system operacyjny o architekturze instant-on odznaczający się bardzo szybkim czasem uruchomienia. Twórca systemu chwali się wynikiem 10 sekund, które dystrybucja potrzebuje do uruchomienia.

## Zawartość
Wersja 0.9.0
- Xvesa – lekki serwer okien
- Mozilla Firefox 3.5 – przeglądarka internetowa
- gnome-mplayer – odtwarzacz multimedialny
- Transmission – klient protokołu BitTorrent
- GPicView – przeglądarka zdjęć
- Geany – edytor tekstu
- xterm – emulator terminala

Zawiera obsługę sieci przewodowej, bezprzewodowej oraz obsługę dźwięku ALSA. Istnieje możliwość doinstalowania dodatkowych sterowników, wtyczki Adobe Flash Player oraz komunikatora Skype.
W wersji 0.9.1 system wspiera takie języki jak: chiński, angielski, niemiecki, francuski, japoński, portugalski, hiszpański, włoski, polski, rosyjski i szwedzki. Jednak z powodu użycia Xvesa jako Xserwera, który obsługuje jedynie kodowanie Latin-1, brakuje możliwości użycia klawiatury polskiej, rosyjskiej, chińskiej i japońskiej. Dodano również wbudowaną wtyczkę Adobe Flash Player 10, ePDFView oraz uaktualniono przeglądarkę Firefox do wersji 3.53.
Obraz płyty ISO aktualnej wersji, zajmuje 64 MB. Dzięki wygodnemu instalatorowi użytkownicy systemów z rodziny Windows, mogą w łatwy sposób zainstalować dystrybucję, bez konieczności partycjonowania dysku twardego.